# Keia decora
Keia decora är en insektsart som beskrevs av Pieter D. Theron 1984. Keia decora ingår i släktet Keia och familjen dvärgstritar. Inga underarter finns listade i Catalogue of Life.